# (16266) Johconnell
(16266) Johconnell (2000 JX43) – planetoida z pasa głównego asteroid okrążająca Słońce w ciągu 4,8 lat w średniej odległości 2,84 j.a. Odkryta 7 maja 2000 roku.